# ایوان عقیلی
ایوان عقیلی، زادهٔ ۲۴ مه ۱۸۶۹ میلادی، فیلسوف، اندیشمند، نقاش و نویسنده سوئدی مسلمان و از پیروان مکتب ابن عربی بود. او پیرو مذهب مالکی و فرقه شاذلیه و از ملامتیه بود. او که زادهٔ سالا در سوئد بود، مدت زیادی از عمرش را در مصر گذراند. عمده آثار او به زبان سوئدی و فرانسوی است که به انگلیسی نیز ترجمه شده‌است.